# Eero Hyvärinen
Eero Hyvärinen (Kontiolahti, 27 de abril de 1890 — Lahti, 27 de maio de 1973) foi um ginasta finlandês que competiu em provas de ginástica artística pela nação.
Hyvärinen é o detentor de uma medalha olímpica, conquistada na edição de 1912, nos Jogos de Estocolmo. Na ocasião, foi o medalhista de prata da prova coletiva de sistema livre ao lado de seus dezenove companheiros de equipe (incluindo seu irmão Mikko), quando superou a nação da Dinamarca, embora tenha sido derrotado pela seleção da Noruega.